# Normand Dussault
Pour les articles homonymes, voir Dussault.
Normand Dussault (né le 26 septembre 1925 à Springfield, Massachusetts aux États-Unis et mort le 28 août 2012 à Sherbrooke au Canada) est un joueur professionnel américain de hockey sur glace,.

## Carrière de joueur
Canadien-français né à Springfield au Massachusetts, Norm Dussault a passé son enfance au Québec. Il passe ses étés à jouer au baseball semi-professionnel, et devient professionnel du hockey à 20 ans, paraphant un contrat avec les Clippers de Baltimore de l'Eastern American Hockey League en 1945.
Une saison de 71 points dont 35 buts dans la Ligue de Hockey provinciale du Québec, l’hiver suivant, attire l’attention de l’organisation des Canadiens de Montréal, qui donne sa chance au jeune ailier gauche pour 28 matchs en 1947-1948. Grâce aux 15 points qu’il accumule durant cette période, Dussault se taille une place permanente chez les Canadiens l’année suivante.
Après une deuxième saison de 17 points, Dussault émerge en 1949-1950 en obtenant sa meilleure production offensive en carrière, marquant 13 buts et aidant ses coéquipiers à 24 reprises. Son total de 37 points lui confère le quatrième rang des pointeurs des Canadiens cette saison. Il mène les marqueurs de Montréal en séries éliminatoires, alors qu’il touche le fond du filet trois fois, ce qui fait de lui le seul joueur de l’équipe à marqueur plus d’un but.
Un mouvement de jeunesse du côté gauche de l’équipe amène un trio de jeunes espoirs chez les Canadiens en 1951-1952. Jeune vétéran à seulement 25 ans, Dussault décide de s’exiler dans la LHSQ, jouant quatre saisons avec les Saguenéens de Chicoutimi. Il raccroche ses patins à la fin de la saison 1954-1955.

## Statistiques
| Saison     | Équipe                   | Ligue      |     | Saison régulière | Saison régulière | Saison régulière | Saison régulière | Saison régulière |   | Séries éliminatoires | Séries éliminatoires | Séries éliminatoires | Séries éliminatoires | Séries éliminatoires |
| Saison     | Équipe                   | Ligue      | PJ  | B                | A                | Pts              | Pun              | PJ               | B | A                    | Pts                  | Pun                  |                      |                      |
| 1945-1946  | Clippers de Baltimore    | EAHL       | 43  | 12               | 16               | 28               | 13               | 7                | 0 | 0                    | 0                    | 0                    |                      |                      |
| 1946-1947  | Tigres de Victoriaville  | LHPQ       | 42  | 35               | 36               | 71               | 39               | 5                | 2 | 1                    | 3                    | 6                    |                      |                      |
| 1947-1948  | Tigres de Victoriaville  | LHPQ       | 31  | 24               | 24               | 48               | 9                | -                | - | -                    | -                    | -                    |                      |                      |
| 1947-1948  | Canadiens de Montréal    | LNH        | 28  | 5                | 10               | 15               | 4                | -                | - | -                    | -                    | -                    |                      |                      |
| 1948-1949  | Canadiens de Montréal    | LNH        | 47  | 9                | 8                | 17               | 6                | 2                | 0 | 0                    | 0                    | 0                    |                      |                      |
| 1949-1950  | Canadiens de Montréal    | LNH        | 67  | 13               | 24               | 37               | 22               | 5                | 3 | 1                    | 4                    | 0                    |                      |                      |
| 1950-1951  | Canadiens de Montréal    | LNH        | 64  | 4                | 20               | 24               | 15               | -                | - | -                    | -                    | -                    |                      |                      |
| 1951-1952  | Saguenéens de Chicoutimi | LHSQ       | 48  | 16               | 23               | 39               | 21               | 18               | 3 | 11                   | 14                   | 4                    |                      |                      |
| 1952-1953  | Saguenéens de Chicoutimi | LHSQ       | 60  | 23               | 20               | 43               | 10               | 20               | 4 | 2                    | 6                    | 6                    |                      |                      |
| 1953-1954  | Saguenéens de Chicoutimi | LHSQ       | 68  | 25               | 34               | 59               | 14               | 5                | 0 | 2                    | 2                    | 0                    |                      |                      |
| 1954-1955  | Saguenéens de Chicoutimi | LHSQ       | 60  | 10               | 32               | 42               | 14               | 5                | 0 | 1                    | 1                    | 2                    |                      |                      |
| 1960-1961  | Cantons de Sherbrooke    | LHSQ       | 21  | 7                | 9                | 16               | 10               | 7                | 2 | 1                    | 3                    | 8                    |                      |                      |
| 1961-1962  | Castors de Sherbrooke    | ETSHL      | -   | -                | -                | -                | -                | 7                | 1 | 3                    | 4                    | 6                    |                      |                      |
| Totaux LNH | Totaux LNH               | Totaux LNH | 203 | 31               | 62               | 93               | 47               | 7                | 3 | 1                    | 4                    | 0                    |                      |                      |